# Senecio pfisteri
Senecio pfisteri là một loài thực vật có hoa trong họ Cúc. Loài này được Ricardi & Marticor. miêu tả khoa học đầu tiên năm 1964.